# Laminacauda suavis
Laminacauda suavis é uma espécie de aranhas araneomorfas da família Linyphiidae encontrada na Colômbia. Esta espécie foi descrita pela primeira vez em 1991, pelo biólogo Millidge.